# Сырбу, Филимон
Филимон Сырбу (рум. Filimon Sârbu, 10 августа 1916, Херепея — 19 июля 1941, Жилава) — румынский революционер, участник антифашистского рабочего движения, один из организаторов актов саботажа на военном производстве в Констанце. Был выдан предателем и приговорён к расстрелу. После установления социалистического режима в Румынии был героизирован.

## Биография

### Ранние годы
Филимон Сырбу родился 10 августа 1916 года в селе Херепея в семье железнодорожного рабочего. Его отец в 1920 году был уволен за участие во Всеобщей забастовке, после чего семья переехала в Констанцу. Вскоре после этого отец Филимона погиб, раздавленный буферами поезда.
Из-за потери отца, Филимону пришлось начать работать в возрасте 14 лет — в 1930 году он поступил на обучение к токарю в мастерские морского порта Констанцы. Там он вступил в подпольную комсомольскую ячейку. В этот период он занимался самообразованием, читая коммунистическую литературу. За участие в коммунистических собраниях его уволили из мастерских и арестовали, но практически сразу он был отпущен. После этого он стал работать в порту грузчиком.
В 1938 году был призван в румынскую армию, где проходил службу до апреля 1941 года. После службы возобновил контакт с коммунистическим подпольем, работал сначала в Брашове, после в Констанце. Тогда же вступил в компартию.

### Подпольная деятельность
После вступления к компартию Филимон Сырбу получил задачу организовать саботаж работы порта и городских служб в Констанце. В составе группы товарищей он организовал взрыв на оружейном складе вермахта. 22 июня 1941 года принимал участие в собрании подполья с целью организации антифашистского сопротивления, проходившем в Мамае. Собрание было выдано предателем и всех пятерых его участников арестовали. После непродолжительного разбирательства Сырбу был приговорён к расстрелу, а 4 его товарища к различным срокам заключения.
Вечером 19 июля 1941 года Филимон Сырбу был расстрелян в тюрьме города Жилава. По пути к месту казни, по утверждению социалистических публицистов, пел интернационал. Во время казни отказался от повязки на глаза и перед смертью крикнул: «Смерть врагам народа! Да здравствует Свободная Румыния!» (рум. Moarte dușmanilor poporului! Trăiască România Liberă!).

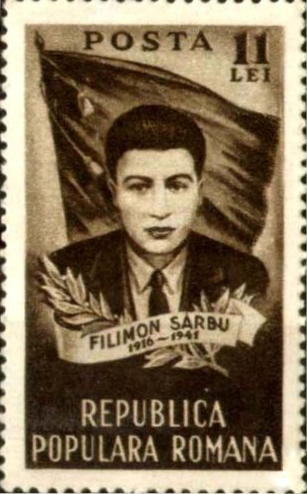
Марка Румынии.

## Память
В июле 1941 года съезд компартии Румынии принял декларацию о необходимости популяризации героев румынского коммунистического движения, в том числе Филимона Сырбу. 15 марта 1948 года Почта Румынии выпустила конверт и почтовый штемпель с изображением Филимона Сырбу, а в 1951 году — марку номиналом в 11 леев. Его именем были названы:
- колхоз возле города Негру-Водэ в жудеце Констанца[7];
- административный округ в жудеце Галац[8].